# یواس‌اسوایفلس (دی‌یی-۶)
یواس‌اسوایفلس (دی‌یی-۶) (به انگلیسی: USS Wyffels (DE-6)) یک کشتی بود که طول آن ۲۸۹ فوت ۵ اینچ (۸۸٫۲۱ متر) بود. این کشتی در سال ۱۹۴۲ ساخته شد.